# Hendon

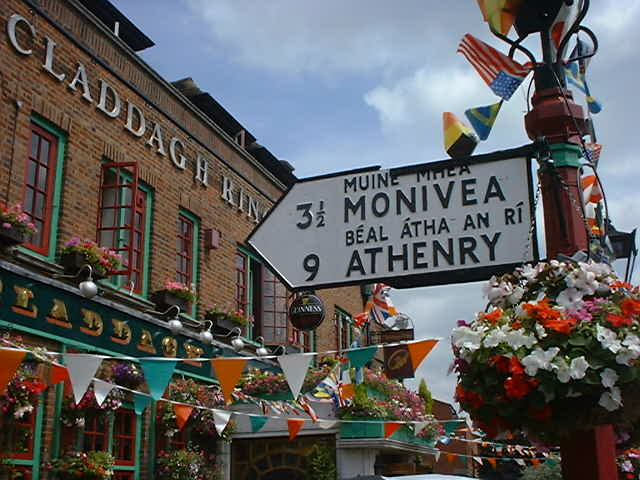
Quán rượu Claddagh Ring

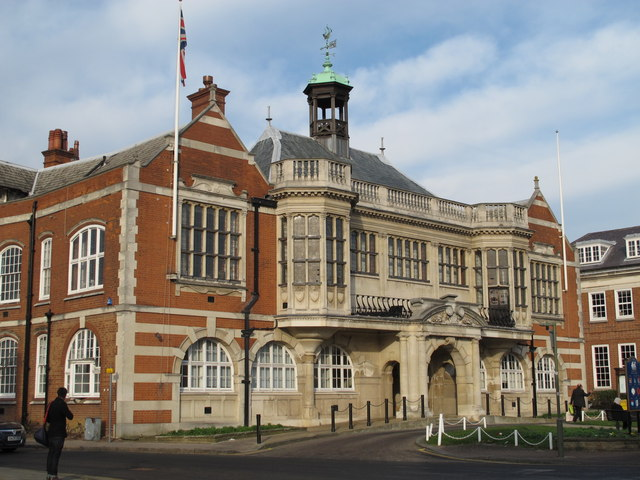
Toà nhà thị chính Hendon

Hendon là một vùng ngoại ô của Luân Đôn, Anh, nằm cách 7 dặm (11 km) về phía tây bắc Charing Cross.
| 1881                              | 10.484        |
| 1891                              | 15.843        |
| 1901                              | 22.450        |
| 1911                              | 38.806        |
| 1921                              | 56.013        |
| ◄ Sáp nhập tiểu khu Edgware       |               |
| 1931                              | 115.682       |
| 1941                              | chiến tranh # |
| 1951                              | 155.857       |
| 1961                              | 151.843       |
| # không có số liệu do chiến tranh |               |
| Nguồn: thống kê Liên hiệp Anh     |               |